# Wielka zaraza w Londynie

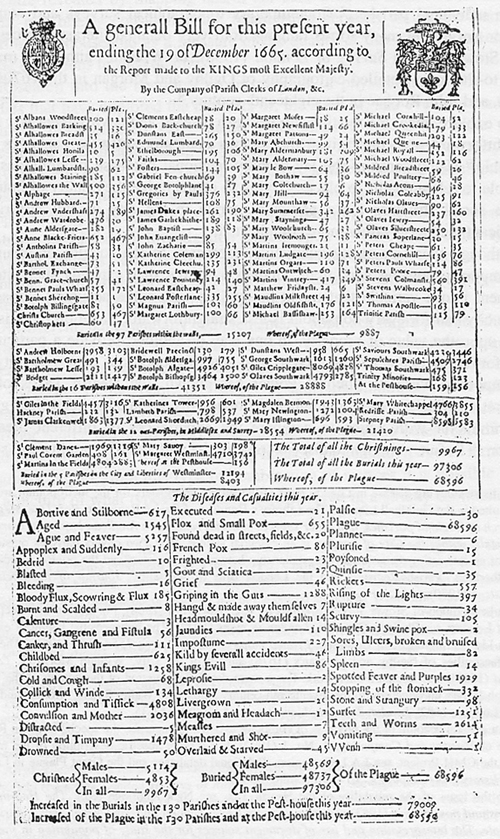
Spis zmarłych podczas wielkiej zarazy z 1665 roku

Wielka zaraza miała miejsce w Londynie w latach 1665–1666. Zdaniem badaczy zmarło wtedy od 75 000 do 100 000 osób, około piątej części populacji miasta. Uważa się, że była to dżuma, wywołana przez bakterię Yersinia pestis, której roznosicielami były szczury. Obecnie uważa się, że to wszy ludzkie były również nosicielami choroby.
Mimo tego, że jej zasięg był o wiele mniejszy niż zasięg czarnej śmierci, epidemii obejmującej zasięgiem całą Europę od 1347 do 1353, to jej przypisuje się określenie wielka, jako że była jedną z ostatnich tak powszechnych katastrof na tym kontynencie.
Uważa się, że bakterie te zostały przywiezione do Anglii na holenderskich statkach handlowych, które przywiozły do Londynu bawełnę. W Niderlandach zaraza zaatakowała już w 1654 roku. Jako pierwsi objawy dżumy odkryli u siebie pracownicy doków, którzy mieli bezpośredni kontakt z ładunkiem. Pierwsze przypadki śmiertelne pojawiły się już zimą 1654/1655, jednak niskie temperatury pomogły w zapobieganiu rozprzestrzeniania się epidemii. Jednocześnie wiosna była ciepła i słoneczna, co umożliwiło szybki rozwój plagi. Nie istnieją źródła co do zachorowań najuboższych, pierwszą zarejestrowaną ofiarą śmiertelną była Margaret Porteous, która zmarła 12 kwietnia 1665.
W lipcu 1665 zaraza była już w Londynie. Król Karol II Stuart wraz z rodziną i dworem schronił się w Oksfordzie. Burmistrz i rajcy miejscy pozostali w mieście. Handel zamarł, bo uciekła większość bogatych kupców. Latem, gdy zaraza szalała, pozostali tylko nieliczni duchowni (w tym arcybiskup Canterbury i biskup Londynu), lekarze i aptekarze.
Podjęto kroki mające na celu zapobieżenie zarazie. Miasto zatrudniało lekarzy, organizowało pogrzeby. Władze nakazały palenie ognisk w dzień i w nocy, w nadziei, że oczyści to powietrze. Palono też substancje o silnych zapachach, jak np. pieprz, chmiel czy kadzidła. Władze namawiały też mieszkańców do palenia tytoniu.
Źródła dowodzą, że liczba zgonów w Londynie doszła do 1000 tygodniowo, potem do 2000 tygodniowo, a we wrześniu 1665 do 7000 tygodniowo. Późną jesienią zaczęła spadać, aż w lutym 1666 uznano, że król może już bezpiecznie wrócić do miasta. Do tego czasu jednak handel z kontynentem spowodował, że zaraza dotarła do Francji.
Do września 1666 pojawiały się jeszcze nowe przypadki. 2 września wybuchł wielki pożar Londynu, który zniszczył 2/3 powierzchni miasta. W tym samym czasie zaraza wygasła.

## Zaraza poza Londynem
Zaraza zaatakowała nie tylko Londyn. Najsławniejszym przypadkiem jest historia wsi Eyam, położonej na ważnym szlaku handlowym między Sheffield a Manchesterem. Zarazę sprowadził tam George Viccars, pomocnik krawca, który we wrześniu 1665 r. przywiózł z Londynu zapchloną partię koców. Po tygodniu Viccars zmarł, a 6 tygodni później zmarło blisko 30 mieszkańców Eyam. Zimą zaraza stopniowo wygasła i w maju 1666 r. nie zanotowano żadnego zgonu z jej powodu. Wraz z ociepleniem choroba jednak powróciła. Nowo przybyły proboszcz William Mompesson zdołał przekonać mieszkańców, aby ustanowić izolację wioski. Byli oni świadomi, że doprowadzi to wśród nich do znacznej liczby zgonów, ale może ocalić życie wielu tysięcy innych ludzi. Przez 14 miesięcy wioska była odizolowana, a nikt poza wyznaczonym kordonem nie zachorował. W samej miejscowości zmarło ok. 33% jej mieszkańców.

## W kulturze
- Daniel Defoe Dziennik roku zarazy
- Czas przemian – film z 1995 roku na podstawie powieści Rose Tremain
- Samuel Pepys Dziennik